# ウェンブリー・アリーナ
ウェンブリー・アリーナ（英: Wembley Arena）は、イングランド・ロンドンのウェンブリーにある世界的に有名なアリーナである。現在の名称はOVOアリーナ・ウェンブリー（英: OVO Arena, Wembley）。かつては別名でエンパイアプール（英: Empire Pool）と呼ばれていた。

## 概要
ロンドンではO2≥アリーナ、アールズ・コート・エキシビション・センターに次ぐ3番目の規模を持つ屋内競技場（アリーナ）である。最高12500人の収容が可能となっており、主にコンサートで利用されている。

## 歴史

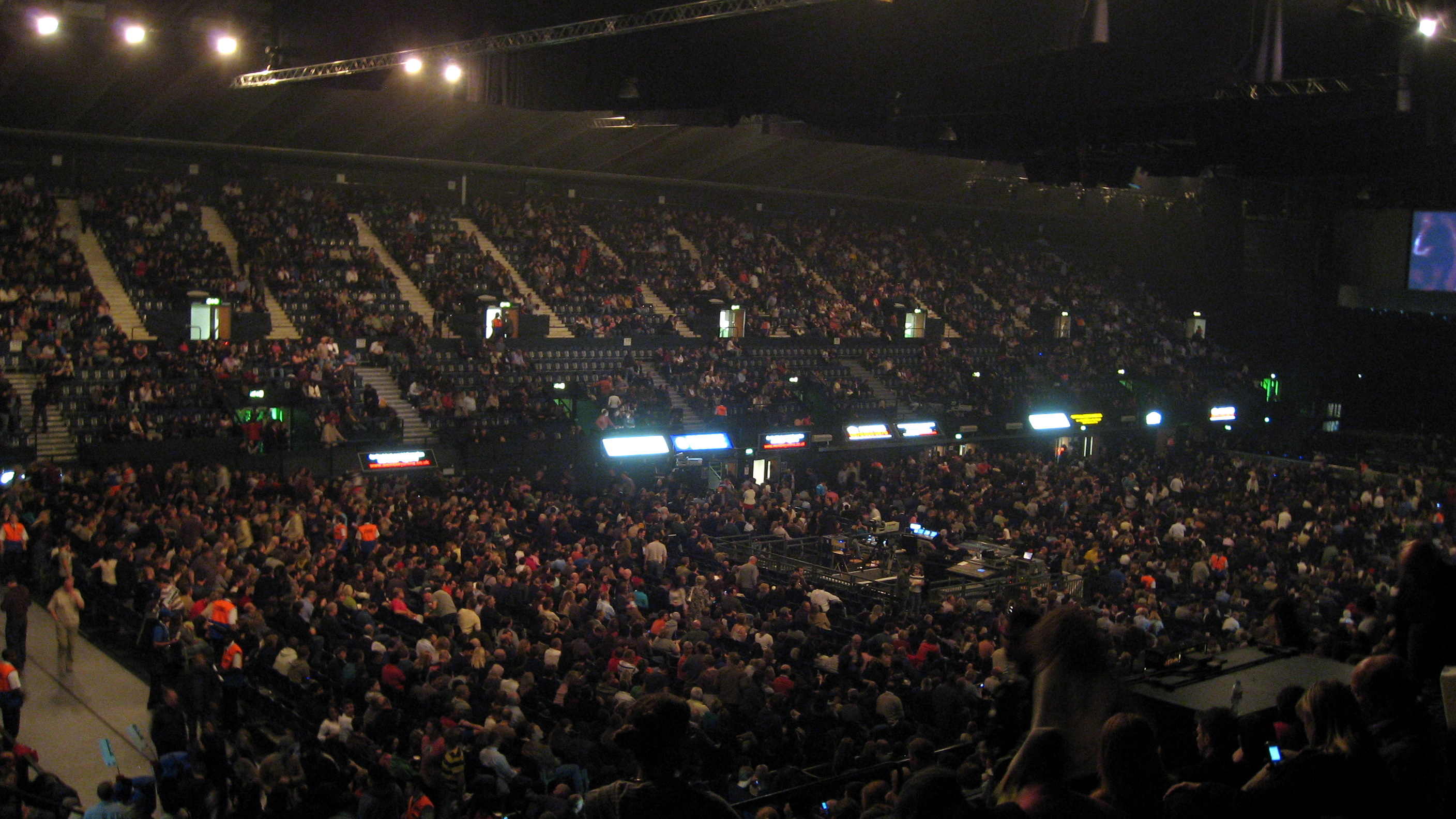
ウェンブリー・アリーナの観客席

1934年の大英帝国競技大会（現・コモンウェルスゲームズ）開催のために、エンパイアプールの名称で屋内プール（最高8000人収容）として建設、1978年に多目的ホールへと改修され、それに伴ってウェンブリー・アリーナに改名した。
屋内でのスポーツ競技では、1980年に開催されたボクシングの世界タイトルマッチ「アラン・ミンター対マービン・ハグラー」の試合は伝説の試合となった他、イギリスのアイスホッケーリーグもここで行われていた。
プロレスでは、WWEのロウ・スマックダウンが2006年4月に開催され、過去にはPPV大会であるインサレクションが開催されたこともある。近年では毎年のハウス・ショー公演に使用されている他、WCWやTNA等の団体も海外公演の際に使用したことがある。
また、世界の著名なアーティストがコンサートを開催することでも有名である。イエス、スパイス・ガールズ、テイク・ザット、ウエストライフなどがその例で、特にウエストライフは2006年だけで23回の公演を行った。
2011年には音楽オーディション番組「Xファクターグランドファイナル」の会場にもなった。
五輪会場としても使用されており、1948年ロンドンオリンピックで競泳・飛込競技・水球競技が行われ、2012年ロンドンオリンピックでは新体操とバドミントン競技が実施された。
2013年9月に運営元のライブ・ネイションとの契約が切れたことから、AEGファシリティーズが運営権を落札。その後、2014年6月にAEGファシリティーズが電力会社のSSEに命名権を販売したため、名称がSSEアリーナ・ウェンブリーへ変更となった。

## 主な公演

### 1980年代
- クイーン - 1980年12月（The Game Tour）、1984年9月（The Works Tour）
- デヴィッド・ボウイ - 1983年6月（Serious Moonlight Tour）
- U2 - 1984年11月（Unforgettable Fire Tour）、1987年（The Joshua Tree Tour）

### 1990年代
- ジョージ・マイケル - 1991年3月（Cover to Cover Tour）
- ダイアナ・ロス - 1990年11月（Here and Now Tour）、1991年6月（Here and Now World Tour）

### 2000年代
- ブリトニー・スピアーズ - 2000年10月（Oops!... I Did It Again World Tour）
- ザ・コアーズ - 2000年12月
- クリスティーナ・アギレラ - 2003年11月（Stripped World Tour）、2006年（Back to Basics World Tour）
- フィーダー - 2003年12月（Comfort in Sound Arena Tour）
- ビヨンセ - 2003年11月（Dangerously in Love Tour）
- プラシーボ - 2004年11月5日
- パール・ジャム - 2007年
- オアシス - 2008年
- ボブ・ディラン - 通算12回公演
- マドンナ - 2006年（Confessions Tour in 2006）、2011年

### 2010年代
- ミューズ - 2012年（The 2nd Law World Tour）、2003年（Absolution Tour）、2006年11月
- ザ・ビーチ・ボーイズ - 2012年9月（50th Anniversary Reunion Tour）
- エヴァネッセンス - 2012年11月
- ブレット・フォー・マイ・ヴァレンタイン - 2010年12月、2013年11月
- システム・オヴ・ア・ダウン - 2015年4月（Wake Up the Souls Tour）
- ファイヴ・セカンズ・オブ・サマー - 2015年6月（Rock Out With Your Socks Out Tour）
- BABYMETAL - 2016年4月2日（日本人初）
- X JAPAN - 2017年3月4日
- 薛之謙 - 2019年3月10日（Skyscraper World Tour）
- ONEOKROCK-2024年10月11日